# Vincent Bueno
Vincent Mendoza Bueno, född 10 december 1985 i Wien, är en österrikisk-filippinsk sångare. Han vann musiktävlingen Musical! Die Show den 12 januari 2008 och har även haft framgångar i Filippinerna.
Vincent Bueno skulle ha representerat Österrike i Eurovision Song Contest 2020 i Rotterdam med låten "Alive". Tävlingen ställdes in på grund av Coronaviruspandemin 2019–2021.
Han medverkade även i tävlingen 2017 i Kiev då han körade bakom sångaren Nathan Trent.